# Pavilhão 2 de Julho
O Memorial Pavilhão 2 de Julho, também chamado Casa do Caboclo e Pavilhão da Lapinha, é um edifício histórico situado na Lapinha, cidade de Salvador, capital do estado brasileiro da Bahia, inaugurado em 2 de julho de 1918 por iniciativa do Instituto Geográfico e Histórico da Bahia (IGHB), e destinado a guardar os símbolos usados nas Festas de 2 de Julho, em comemoração da Independência da Bahia.
Requalificado no ano de 2023, pela Prefeitura de Salvador, em comemoração ao bicentenário da Independência do Brasil, na Bahia, que será um ponto turístico para a visitação pública.

## Histórico

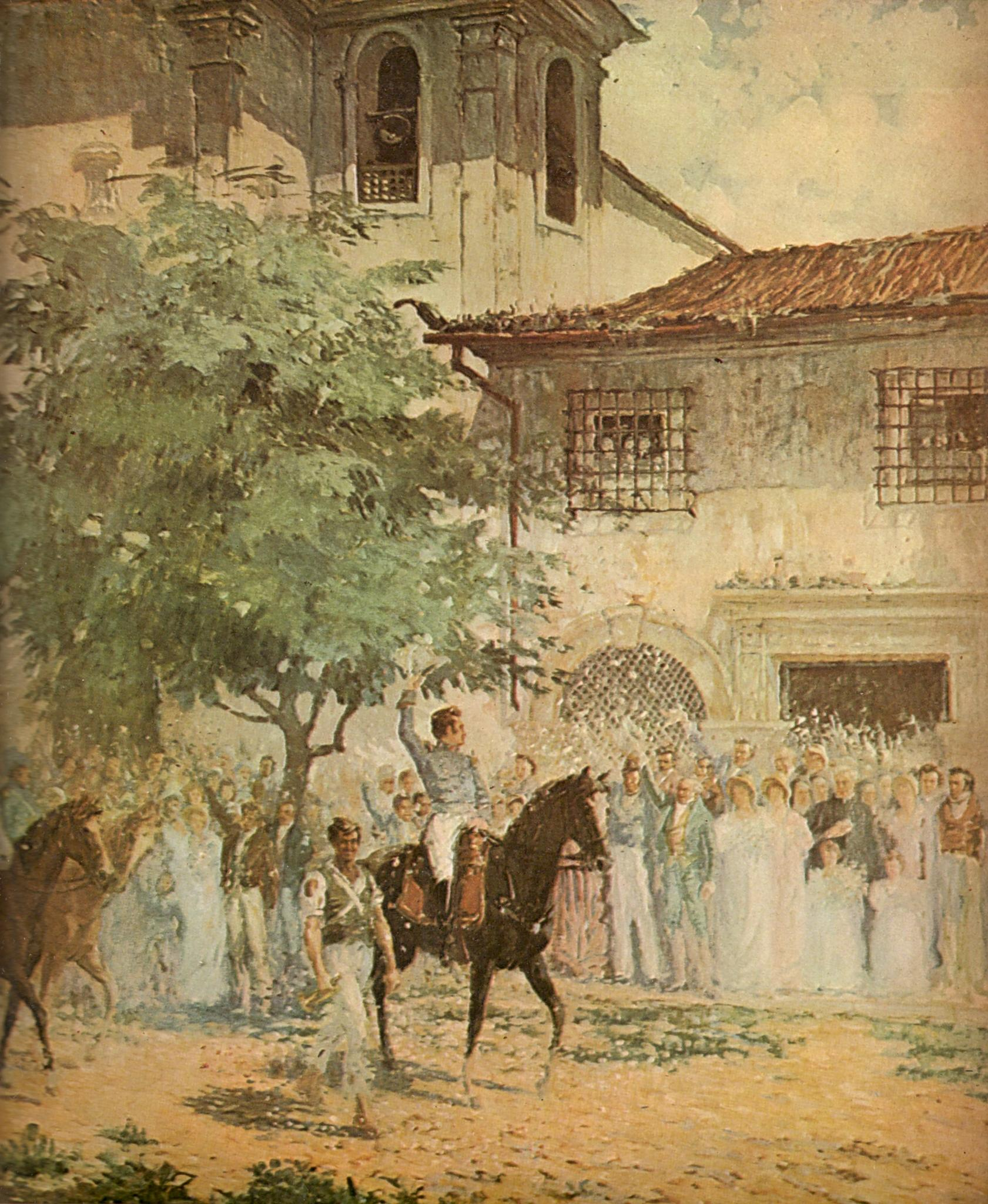
Entrada do Exército Libertador, pintura de Prisciliano Silva, de 1930. Retrata a entrada triunfante de Labatut em Salvador, junto com o corneteiro Lopes, em frente ao Convento da Soledade, em 2 de Julho de 1823. Acervo da Câmara Municipal de Salvador.

Após mais de um ano e meio de lutas pela Independência do Brasil na então província da Bahia, a 2 de julho de 1823 o estado finalmente consolidou sua vitória sobre as tropas portuguesas; um ano após o feito histórico, segundo a narrativa de Jorge Ramos "Uma carreta que havia sido tomada dos inimigos durante a Batalha de Pirajá foi ornamentada com folhagens e nela foi colocado um velho caboclo, a representar o povo mestiço da Bahia que lutou na guerra. O desfile saiu da Lapinha em direção ao Terreiro de Jesus, recebendo em todo o trajeto muitos aplausos".

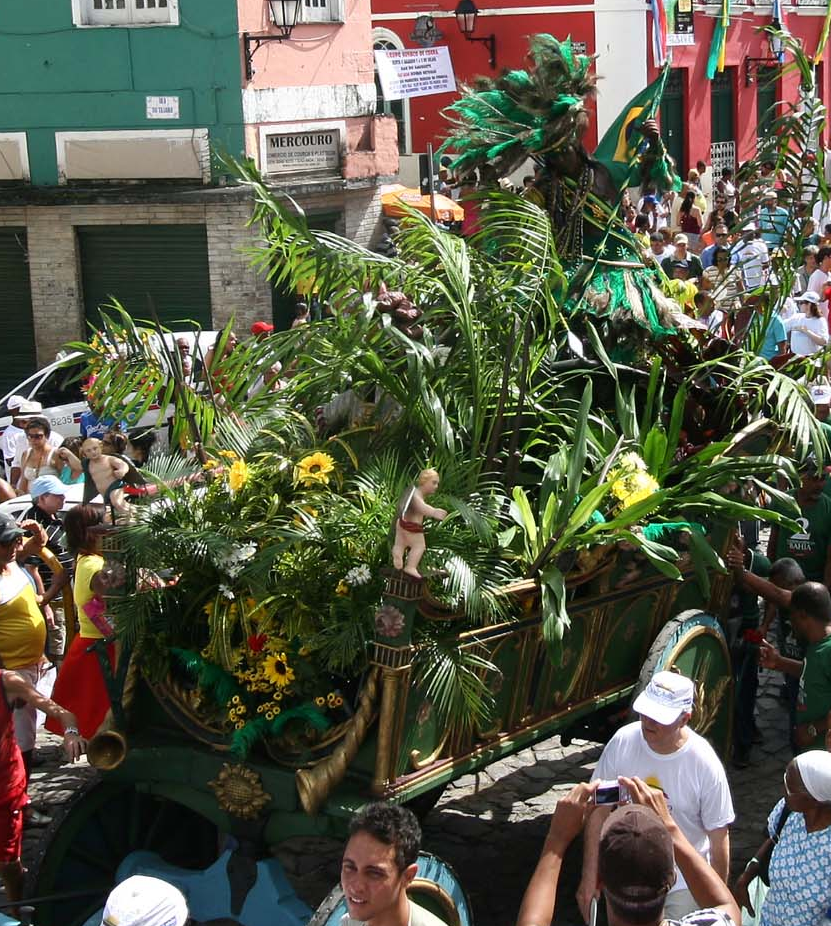
Carro e alegoria do "Caboclo" em desfile (2011)

Em 1826 o artista local Manoel Ignácio da Costa esculpiu a figura do caboclo, bem como dotou a carruagem apreendida de elementos que faziam alusão às batalhas da guerra então travada; mais tarde foi acrescentada a escultura de Domingos Baião representando a "cabocla", inspirada na figura de Catarina Paraguaçu e a nova alegoria se incorporou ao desfile como representante da mulher brasileira na causa nacional; o evento permaneceu até que na década de 1860 estava em decadência quando a “Sociedade Patriótica 2 de Julho”, constituída principalmente por comerciantes da capital, adquiriu um terreno na Lapinha onde ergueu um barracão para abrigar as duas alegorias e seus carros.
Em 1917 o lugar estava já bastante deteriorado quando Cosme de Farias realizou a transferência do barração ao IGHB; o instituto então criou uma comissão encarregada de cuidar do lugar, ficando sua direção a cargo do engenheiro Arnaldo Pimenta da Cunha; foi então realizada uma campanha para aquisição de  recursos e erguido no lugar do antigo barracão um prédio capaz de abrigar os símbolos históricos.

## Inauguração

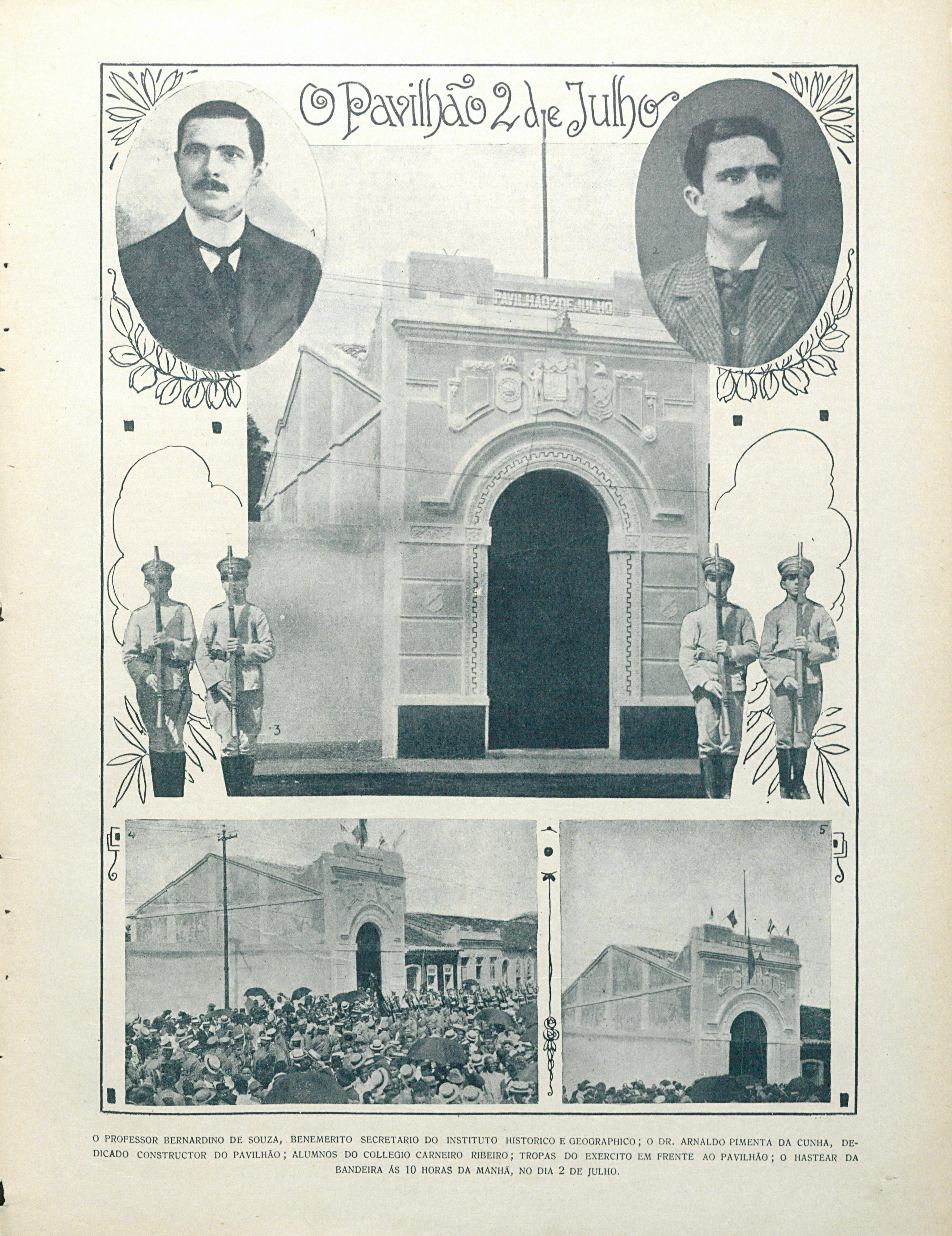
Registro da inauguração, na revista Bahia Illustrada; no alto, o orador Bernardino de Souza e o engenheiro Pimenta da Cunha.

Sua inauguração marcou o início do desfile cívico de 2 de julho de 1918, quando para o novo Pavilhão acorreu cedo pela manhã autoridades, estudantes, bandas filarmônicas, representantes de entidades com estandartes a identificá-las, além da população em geral.
Foi então realizada uma bênção, proferida pelo baiano D. Manuel da Silva Gomes, Arcebispo de Fortaleza; representando o IGHB falou o professor Bernardino de Souza que, no seu discurso em que exaltava os "antepassados", declarou:
| “ | “E aqui está, meus dignos concidadãos, o Pavilhão 2 de Julho, onde para todo e sempre ficarão encerradas, para os respeitos do povo, relíquias venerandas de recordações memoráveis (...) E nosso pensamento entesourará aqui tudo o que se reporte à quadra homérica da luta de 17 meses, de 1822 a 1823 (...) Será assim um moderníssimo Museu da Independência”. | ” |

A seguir o cortejo seguiu o tradicional trajeto rumo ao Terreiro de Jesus, incorporando centenas de pessoas ao longo do percurso, resgatando assim a grandiosidade da festa.

## Memorial Pavilhão 2 de Julho
Em 2023 na comemoração do bicentenário da Independência do Brasil, na Bahia, a Prefeitura Municipal de Salvador, inaugurou em 17/07/2023, a requalificação do Memorial Pavilhão 2 de Julho, que permitirá a visitação pública.
A edificação passou a conter três pavimentos, com ornamentação, e elementos virtuais, e com vários acervos contando a história da luta pela independência, tendo o principal acervo os carros alegóricos dos caboclos, bem como as suas imagens do século XIX, o teto do memorial, tem bandeiras douradas, inspiradas na alvorada tradicional do dia 2 de julho, representam o sentimento de esperança e renovação do povo baiano.
A requalificação foi a partir do dado arquitetônico, histórico e contemporâneo do Pavilhão. 